# Gardes territoriaux de Wallis-et-Futuna
Les gardes territoriaux de Wallis-et-Futuna sont des forces de polices locales de la collectivité d'outre-mer française de Wallis-et-Futuna. Ils sont sous la direction de l'administrateur supérieur. Venant en aide aux deux compagnies de gendarmes de la collectivité, ils sont responsables de la sécurité locale. En 2018, on en compte vingt-deux : dix-sept à Wallis et cinq à Futuna.

## Historique

### Création de l'unité

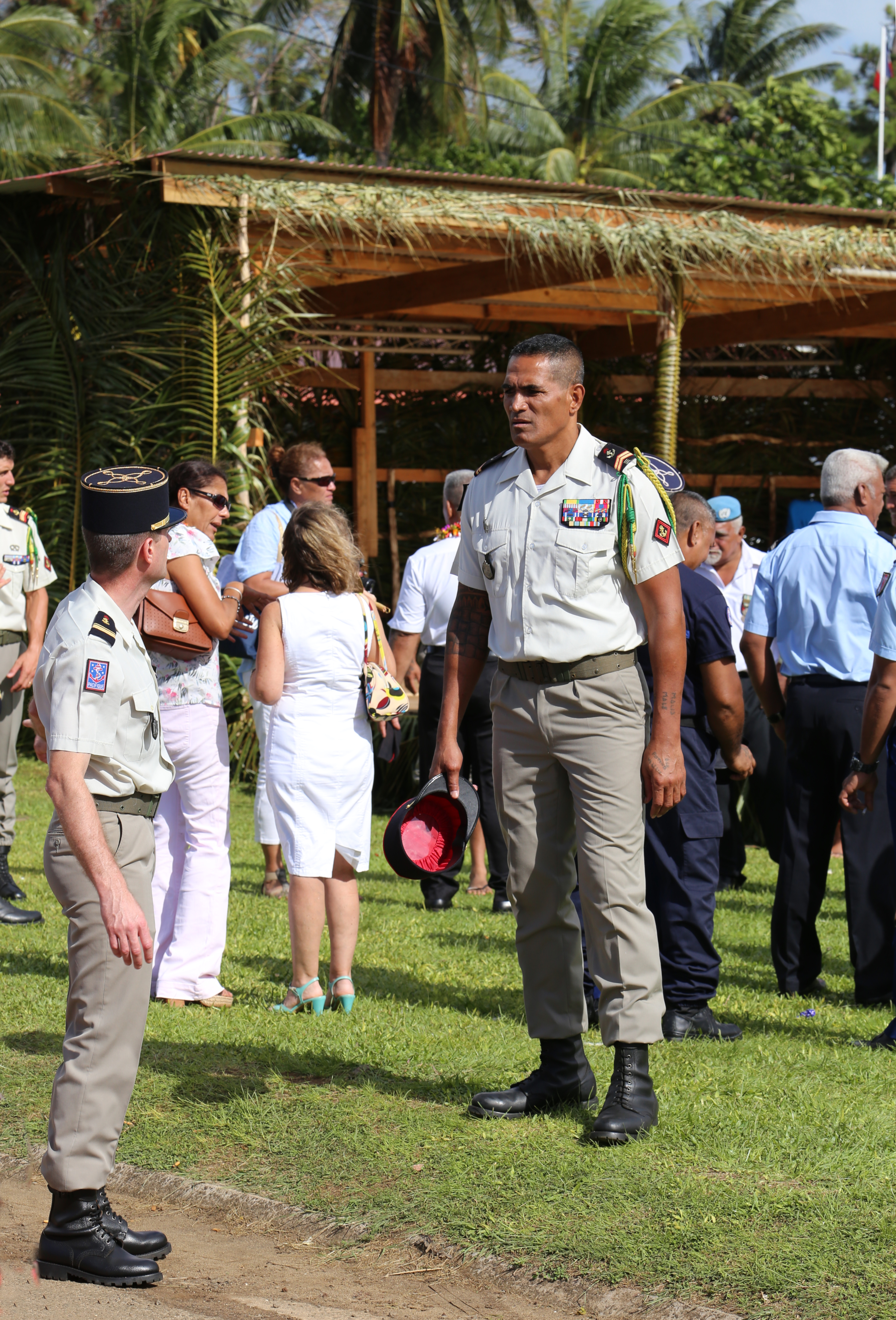
Des militaires de l'armée de terre en tenue de cérémonie en uniforme gris ; à droite en bleu clair et de dos des gardes territoriaux.

Les postes de gardes territoriaux sont créés officiellement le 31 mai 1964 à la suite d'un arrêté préfectoral de la même date signé par l'administrateur supérieur de Wallis-et-Futuna de l'époque, André Duc-Dufayard qui veut renforcer la sécurité sur les îles. Le territoire ayant acquis le statut de territoire d'Outre-mer trois années auparavant a besoin de se munir de force de l'ordre. Des unités de gendarmes commencent à s'installer sur les deux îles (Wallis et Futuna), mais sont trop peu nombreux pour couvrir l'intégralité du territoire et gérer des petites missions. C'est pourquoi cette nouvelle unité de gardes du territoire voit le jour sous la direction de l'administrateur supérieur. André Duc-Dufayard en prend la direction. Au long des années et des changements d'administrateurs, des réformes sont réalisées, notamment celle du 23 septembre 1976, un arrêté préfectoral définissant officiellement le statut de ces gardes territoriaux. 
Cependant, ce statut n'a jamais été très précis, ni équivalent aux normes de la métropole. Wallis-et-Futuna possède son propre code du travail et ces agents n'étaient pas reconnus comme des agents publics. En 1992, les gardes territoriaux se voient attribuer une nouvelle mission : la Maison d'arrêt de Mata-Utu venant d'ouvrir, ils sont désormais chargés de la surveillance des prisonniers car il n'existe pas surveillants pénitentiaires sur l'île.

### Problèmes de statut

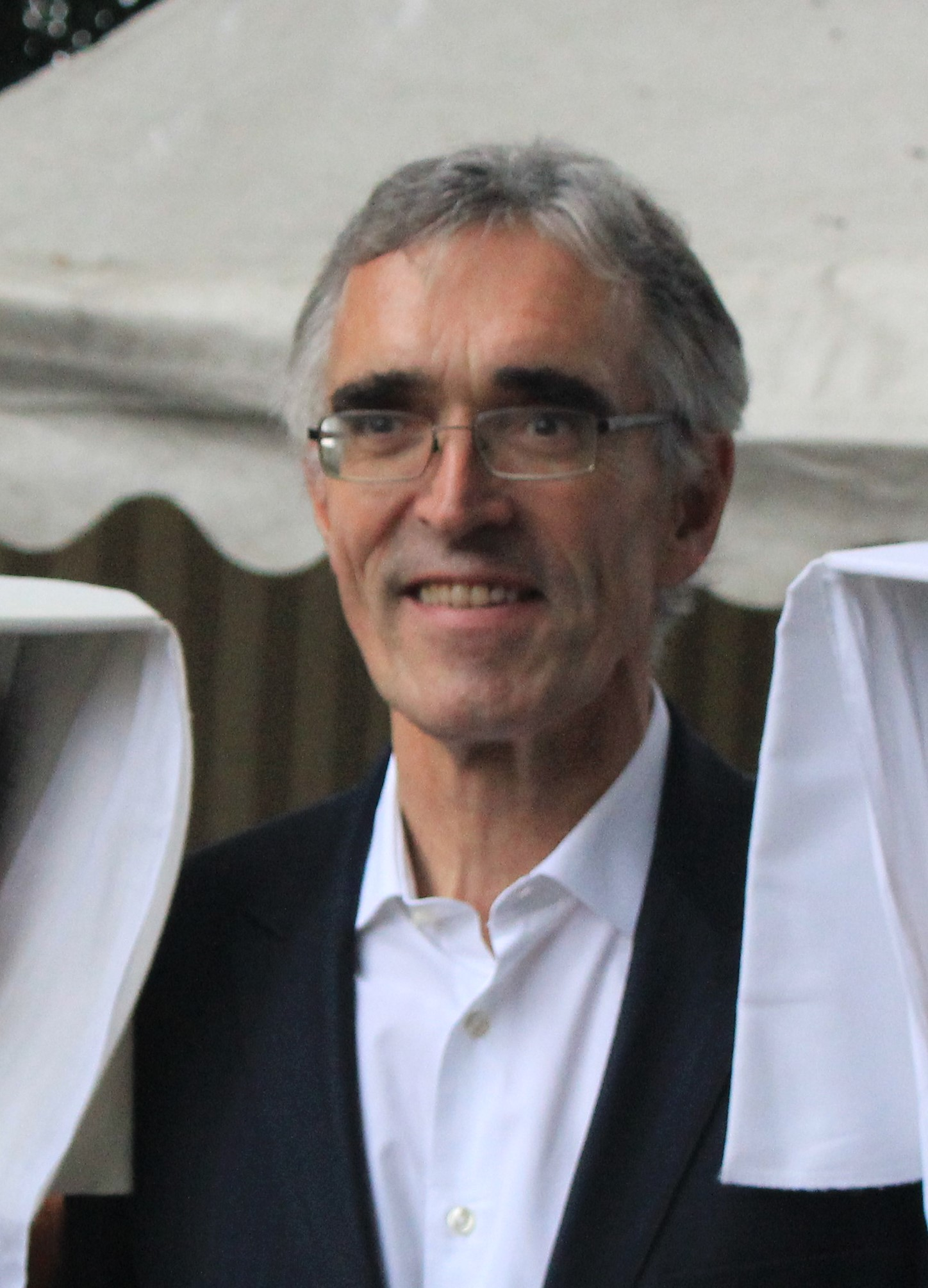
Jean-Francis Treffel est administrateur supérieur de Wallis-et-Futuna pendant les grèves de 2018.

Par la particularité du statut de la fonction publique territoriale de Wallis-et-Futuna, les gardes territoriaux ont toujours eu un problème de statut qui est longuement resté inchangé. Étant régis par l'arrêté préfectoral de septembre 1976, ils servent la collectivité territoriale, sauf qu'ils sont dirigés par l'administrateur supérieur, représentant de l’État, mais aussi chef du territoire des deux îles. Cela créée donc une ambiguïté pour les gardes territoriaux, qui servent à la fois l’État et la collectivité. De plus, ces agents non titulaires sont soumis au droit privé : n'étant pas officiellement considérés comme des fonctionnaires, ils relèvent dès lors de la juridiction des tribunaux de l’ordre judiciaire. 
En novembre 2006, le député wallisien Victor Brial interpelle le ministre de l'Intérieur et de l'aménagement du territoire de l'époque, Nicolas Sarkozy sur le cas flou des gardes territoriaux : leur statut n'a pas vraiment changé depuis quinze ans et se révèle obsolète, car les missions de ces gardes ont pourtant été modifiées ; rôle de police aux frontières, fonctions d'huissiers, interprétariat...
Le 21 février 2007, à la suite de la demande de Victor Brial mais aussi des problèmes rencontrés par les autres DROM-COM, le statut des gardes territoriaux devait être modifié après le passage d'une loi sur dispositions statutaires et institutionnelles relatives à l'outre-mer. Néanmoins, la réforme n'a pas concerné les agents de Wallis-et-Futuna, une vingtaine d'agents au statut unique en France. 
En octobre 2011 la question du statut est relancée cette fois par le sénateur wallisien Robert Laufoaulu qui interpelle la ministre de l'Outre-mer Marie-Luce Penchard sur le statut encore inchangé des gardes territoriaux. 
En 2012 la loi Sauvadet voit le jour, mais une nouvelle fois, elle ne concerne pas les gardes territoriaux de Wallis-et-Futuna. Plusieurs grèves se déclenchent, notamment celle de 2018 organisée par FO Garde Territoriale de Wallis-et-Futuna et accompagnée par les pompiers du territoire.  
Le problème se clôt finalement après de longes années d'attente par le décret du 26 avril 2022 qui octroie le statut de fonctionnaire à ces agents. Très attendu par la garde territoriale, le décret entre en application le 1er septembre 2022.    

## Fonctionnement et rôle

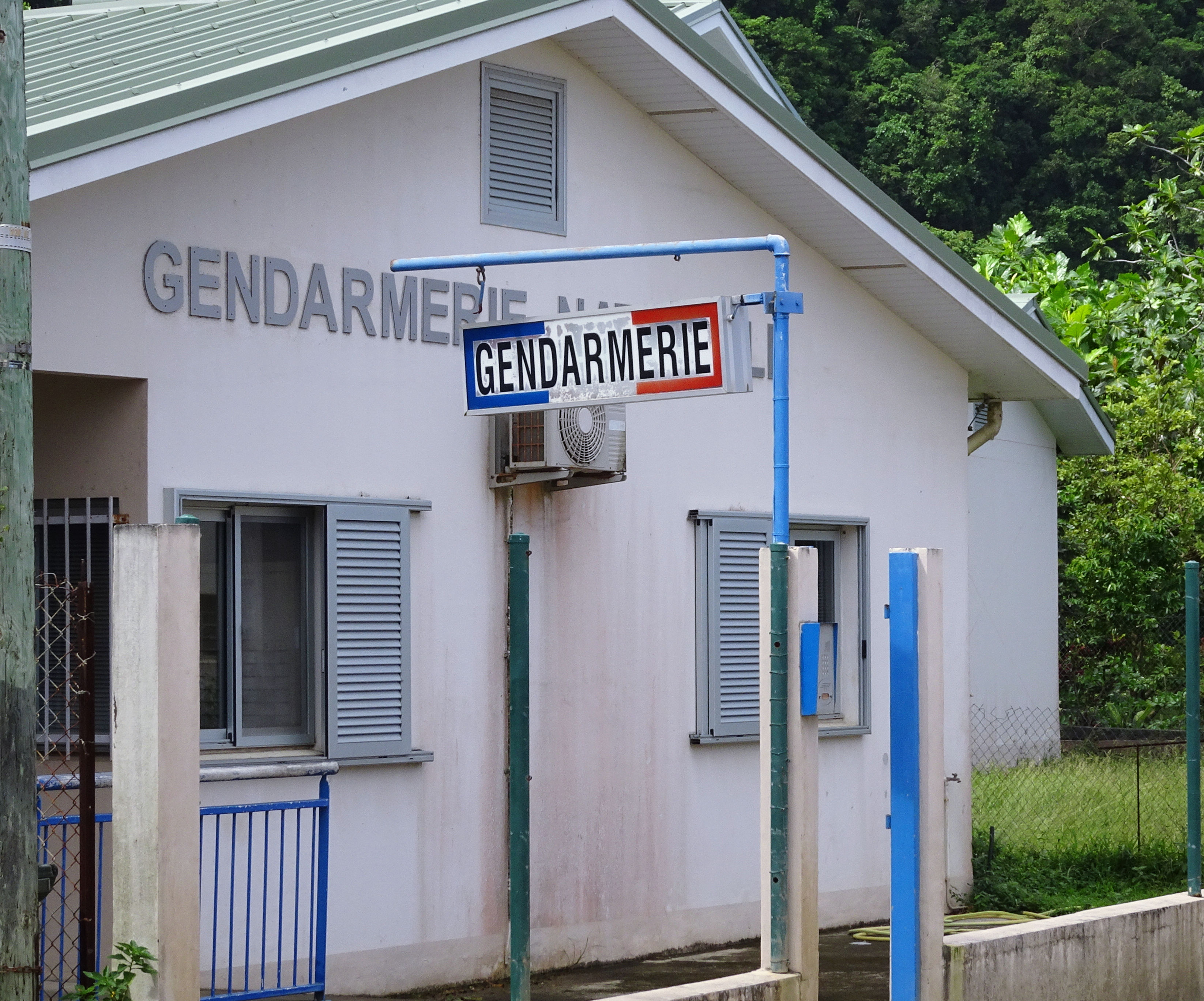
La gendarmerie de Leava (Futuna) est en lien étroit avec les gardes territoriaux présent sur l'île.

Les gardes territoriaux gérés directement par le commandant de la Gendarmerie de Wallis-et-Futuna et indirectement par l'administrateur supérieur. Ils sont au nombre d'une vingtaine ; en 2018, ils sont dix-sept à Wallis et cinq à Futuna, soit vingt-deux au total. Ils ont pour rôle d'accompagner la gendarmerie dans les missions du quotidien. Ils sont notamment employés pour la sécurité des lieux d'administration telle que la protection de l'administration supérieure où ils sont présents notamment lors des visites officielles. Ils participent au respect du code territorial de la route et de celui de l'environnement. Mais ils interviennent également pour tous les petits délits du quotidien et jouent le rôle de gardien de prison pour les cas les plus graves.
Pendant longtemps, les gardes territoriaux ont aussi joué le rôle de police aux frontières et de douane. Avant l'installation des gendarmes mobiles sur le territoire, ces rôles de sécurités des frontières étaient gérés par quatre gardes territoriaux et un gendarme qui avait un rôle de référent. Les zones stratégiques à gérer étaient importantes ; à la fois l'Aéroport de Wallis-Hihifo et l'Aérodrome de Futuna Pointe Vele mais aussi le wharf (quai) de Mata Utu principal port de commerce du territoire. Pourtant, tout ce travail était effectué sous aucune valeur juridique et encore aujourd'hui, même si ce travail est géré par la gendarmerie, il arrive que lors de débordements les gendarmes fassent appels aux gardes territoriaux. 

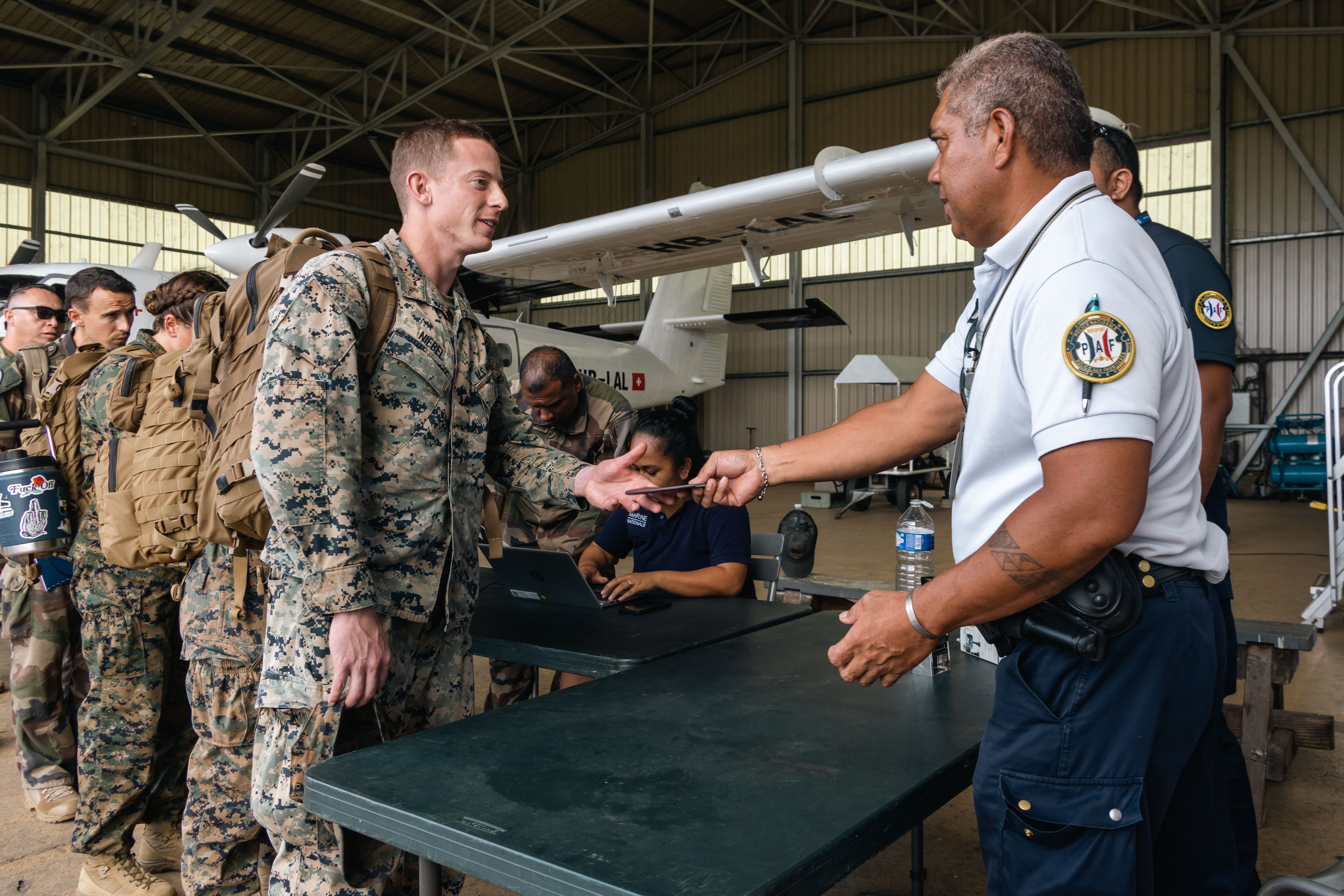
La police aux frontières à l'aéroport de Wallis-Hihifo en 2025.

La maison d'arrêt de Mata-Utu, seule prison du territoire, est initialement cogérée à son ouverture en 1992 par la gendarmerie nationale et les gardes territoriaux de Wallis-et-Futuna qui, au nombre de 5, assurent le rôle de surveillants de prison. Ces gardes sont par la suite intégrés dans le corps des surveillants et surveillants principaux de l’Administration pénitentiaire le 1er mars 2019 tandis que leur hiérarchie reste externe à la DAP. La situation administrative de l'établissement évolue encore au 1er avril 2022, date à laquelle la responsabilité de l'établissement est officiellement transférée à la direction de l'Administration pénitentiaire. Un chef d'établissement, relevant également de l'Administration pénitentiaire, est nommé et affecté le même jour dans l'établissement.
En 2013 voit le jour un Code territorial de la route pour Wallis-et-Futuna qui permet de réglementer l'utilisation de véhicules sur les deux îles. C'est pourquoi dès 2015, après des formations reçues, les gardes territoriaux sont habilités à pouvoir sanctionner les conducteurs par des procès-verbaux, une première, car cette tâche n'était qu'alors réalisée par les gendarmes. En même temps un nouveau code voit le jour cette fois sur l'environnement : les gardes seront aussi aptes à pouvoir sanctionner des actes dégradant la nature.

## Recrutement
Pour devenir garde territorial de Wallis-et-Futuna, comme pour les métiers de sécurité en général, il faut être majeur, avoir un baccalauréat et être de nationalité française. Le concours se différencie réellement par l'âge maximal des nouvelles recrues où sont acceptés des hommes et des femmes ayant jusqu'à 45 ans, alors que dans les métiers de la police nationale et de la gendarmerie, cela se limite en entre 30 et 35 ans.
Par la suite, si la personne rentre dans ces critères, elle a trois épreuves à passer, une écrite, une sportive et pour terminer par un oral. Pour les épreuves écrites ; une dictée et une épreuve de connaissances générale. Si le niveau par l'examinateur est jugé suffisante, il peut continuer par une épreuve de test physique qui se constitue de lancer de poids, de test de vitesse et test d'endurance. Par la suite, si le jury est e accord avec le niveau du candidat pour les épreuves physiques, une épreuve oral a lieu permettant de tester la qualité oratoire du candidat qui présente face à un jury ses motivations personnelles ainsi que son expérience.
Les épreuves et les attentes demandées peuvent d'ailleurs évoluer en fonction des différents concours qu'il puisse il y avoir ainsi que du nombre de candidats.
Si les candidats sont admis positivement à toutes les épreuves, un arrêté préfectoral annoncera les nouveaux membres de la garderie territoriale qui iront traditionnellement prêter serment devant le Tribunal de première instance de Mata-Utu avant de pouvoir exercer leur nouveau métier.